# Permanent Volkerentribunaal
Het Permanent Volkerentribunaal (Permanent People's Tribunal) is een internationaal opinietribunaal, opgericht op 23 juni 1979 in Bologna en met een permanent secretariaat in Milaan. Deze niet-gouvernementele organisatie werd opgericht door internationale juristen, schrijvers en andere intellectuelen met de bedoeling om op vraag van de slachtoffers op het publieke forum schendingen van mensenrechten en rechten van volkeren te onderzoeken en daarover een uitspraak te doen. Het Volkerentribunaal is de opvolger van de eerste twee Russelltribunalen.
Het secretariaat wordt verzorgd door de Internationale Liga voor de rechten en de bevrijding van de volkeren (International League for the Rights and Liberation of Peoples). Deze Liga, thans onder het voorzitterschap van François Houtart, werd opgericht in 1982 en is gevestigd in Genève. Sinds 1989 is ze een van de niet-gouvernementele organisaties met speciale raadgevende status bij de Economische en Sociale Raad van de Verenigde Naties. Ze is ook vertegenwoordigd bij de Mensenrechtenraad van de Verenigde Naties en via deze kanalen kan het Permanent Volkerentribunaal zijn uitspraken bekendmaken bij de Verenigde Naties en het brede publiek.

## Voorgeschiedenis
Naar aanleiding van de oorlog in Vietnam richtten de filosofen Bertrand Russell en Jean-Paul Sartre het Russelltribunaal op. Een van de leden van het tribunaal was de Italiaanse socialistische volksvertegenwoordiger en jurist, professor aan de Universiteit van Rome Lelio Basso (1903-1978). Hij werkte mee aan de voorbereidingen van een tweede Russelltribunaal om te schendingen van de mensenrechten in Latijns-Amerika te onderzoeken en te beoordelen en was voorzitter van dit Russelltribunaal II (1974-1976). Hierna werd besloten een Permanent Volkerentribunaal op te richten.
Basso stichtte in 1976 de Lelio Basso International Foundation for the Rights and Liberation of Peoples. Ter gelegenheid van de Algerijnse Nationale feestdag, maar meer nog naar aanleiding van de 200e verjaardag van de Amerikaanse Onafhankelijkheidsverklaring, hield de Stichting op 4 juli 1976 een internationale conferentie die de Universal Declaration of the Rights of Peoples afkondigde. Deze Universele Verklaring van de Rechten van de Volkeren, ook wel de Verklaring van Algiers genoemd, is een private verklaring en bindt derhalve de Staten niet. Hoewel het concept van de rechten van volkeren reeds in sommige internationale verdragen was terug te vinden, is deze verklaring toch de eerste poging om deze rechten in een enkel document samen te vatten.
Met de hulp van de Lelio Basso stichting werd in 1979 het Permanent Volkerentribunaal opgericht. Eerste voorzitter van het Tribunaal werd de Brusselse professor François Rigaux (Elsene, 1926), later opgevolgd door de huidige voorzitter, de Italiaanse magistraat Salvatore Senese.

## Sessies
|    | Jaar | Plaats       | Onderwerp                                                                           |
| -- | ---- | ------------ | ----------------------------------------------------------------------------------- |
| 1  | 1979 | Brussel      | Westelijke Sahara                                                                   |
| 2  | 1980 | Genève       | Argentinië                                                                          |
| 3  | 1980 | Milaan       | Eritrea                                                                             |
| 4  | 1980 | Antwerpen    | De Filipijnen en het volk van de Bangsamoro                                         |
| 5  | 1981 | Mexico       | El Salvador                                                                         |
| 6  | 1981 | Stockholm    | Afghanistan I                                                                       |
| 7  | 1982 | Parijs       | Afghanistan II                                                                      |
| 8  | 1981 | Lissabon     | Oost-Timor                                                                          |
| 9  | 1982 | Rotterdam    | Zaïre                                                                               |
| 10 | 1983 | Madrid       | Guatemala                                                                           |
| 11 | 1984 | Parijs       | Armeense Genocide                                                                   |
| 12 | 1984 | Brussel      | Amerikaanse interventie in Nicaragua                                                |
| 13 | 1988 | Berlijn      | Beleid van het Internationaal Muntfonds en de Wereldbank I                          |
| 14 | 1994 | Madrid       | Beleid van het Internationaal Muntfonds en de Wereldbank II                         |
| 15 | 1989 | Barcelona    | Puerto Rico                                                                         |
| 16 | 1990 | Parijs       | Braziliaans Amazonegebied                                                           |
| 17 | 1991 | Bogota       | Straffeloosheid voor misdaden tegen de menselijkheid in Latijns-Amerika             |
| 18 | 1992 | Venetië      | De verovering van Amerika en ontstaan van het Internationaal Recht                  |
| 19 | 1992 | Straatsburg  | Tibet                                                                               |
| 20 | 1991 | Bhopal       | Industriële rampen en Mensenrechten I                                               |
| 21 | 1994 | Londen       | Industriële rampen en Mensenrechten II                                              |
| 22 | 1995 | Berlijn      | Asielrecht in Europa                                                                |
| 23 | 1995 | Bern         | Misdaden tegen de mensheid in ex-Joegoslavië I                                      |
| 24 | 1995 | Barcelona    | Misdaden tegen de mensheid in ex-Joegoslavië II                                     |
| 25 | 1995 | Napels       | Schending van fundamentele rechten van kinderen en minderjarigen                    |
| 26 | 1996 | Wenen        | Tjernobil : milieu, gezondheid en mensenrechten                                     |
| 27 | 1998 | Brussel      | Impact van multinationals op de rechten van werknemers en consumenten en het milieu |
| 28 | 1999 | Sao Paolo    | Schending van de fundamentele rechten van kinderen en adolescenten in Brazilië      |
| 29 | 1999 | Parijs       | Elf-Aquitaine en politieke collusie in Afrika                                       |
| 30 | 2000 | Warwick      | Multinationals                                                                      |
| 31 | 2002 | Rome         | Internationaal Recht en nieuwe oorlogen                                             |
| 32 | 2004 | Parijs       | Schendingen van mensenrechten in Algerije                                           |
| 33 | 2006 | Bogota       | Schendingen van mensenrechten in Colombia                                           |
| 34 | 2007 | Den Haag     | De Filipijnen II                                                                    |
| 35 | 2017 | Kuala Lumpur | Etnische zuivering van Rohingya                                                     |

## Bron
- Fondazione Internazionale Lelio Basso